# Lichkov
Lichkov (německy Lichtenau) je obec v okrese Ústí nad Orlicí v Pardubickém kraji, v blízkosti česko-polské hranice a železničního přechodu Lichkov–Międzylesie. Ves protíná silnice II/312, spojující města Žamberk a Králíky. Žije zde 481 obyvatel.

## Název
Název vesnice je odvozen z příjmení Lichek (z přídavného jména lichý) ve významu Lichkův dvůr. V historických pramenech se název vsi objevuje ve tvarech: Lychkow (1577), Lichkow (1604), Lychtenaw (1654), Lichtenau (1790 a 1836). Používal se také lidový tvar Lichtna.

## Historie
První písemná zmínka o vesnici pochází z roku 1577.

## Obyvatelstvo
| Rok            | 1869  | 1880  | 1890  | 1900  | 1910  | 1921 | 1930 | 1950 | 1961 | 1970 | 1980 | 1991 | 2001 | 2011 | 2021 |
| -------------- | ----- | ----- | ----- | ----- | ----- | ---- | ---- | ---- | ---- | ---- | ---- | ---- | ---- | ---- | ---- |
| Počet obyvatel | 1 190 | 1 323 | 1 225 | 1 094 | 1 041 | 949  | 939  | 652  | 691  | 656  | 600  | 579  | 562  | 505  | 491  |
| Počet domů     | 162   | 184   | 177   | 177   | 195   | 189  | 205  | 173  | 157  | 151  | 153  | 175  | 175  | 176  | 195  |

## Obecní správa

### Obecní symboly
Znak a vlajka byly obci uděleny rozhodnutím předsedy Poslanecké sněmovny Parlamentu České republiky dne 27. dubna 1999.

## Doprava
V obci se nachází vlaková stanice – uzel tratí Ústí nad Orlicí – Międzylesie a Lichkov–Štíty. I přes pochybnosti, které panovaly v roce 2011, pokračuje na těchto dvou větvích provoz osobní dopravy.

## Pamětihodnosti
V obci stojí kostel svatého Josefa, dělníka.

## Osobnosti
K Lichkovským rodákům patří Johann Raschke (1702–1762), první představený saského města Niesky.

## Galerie

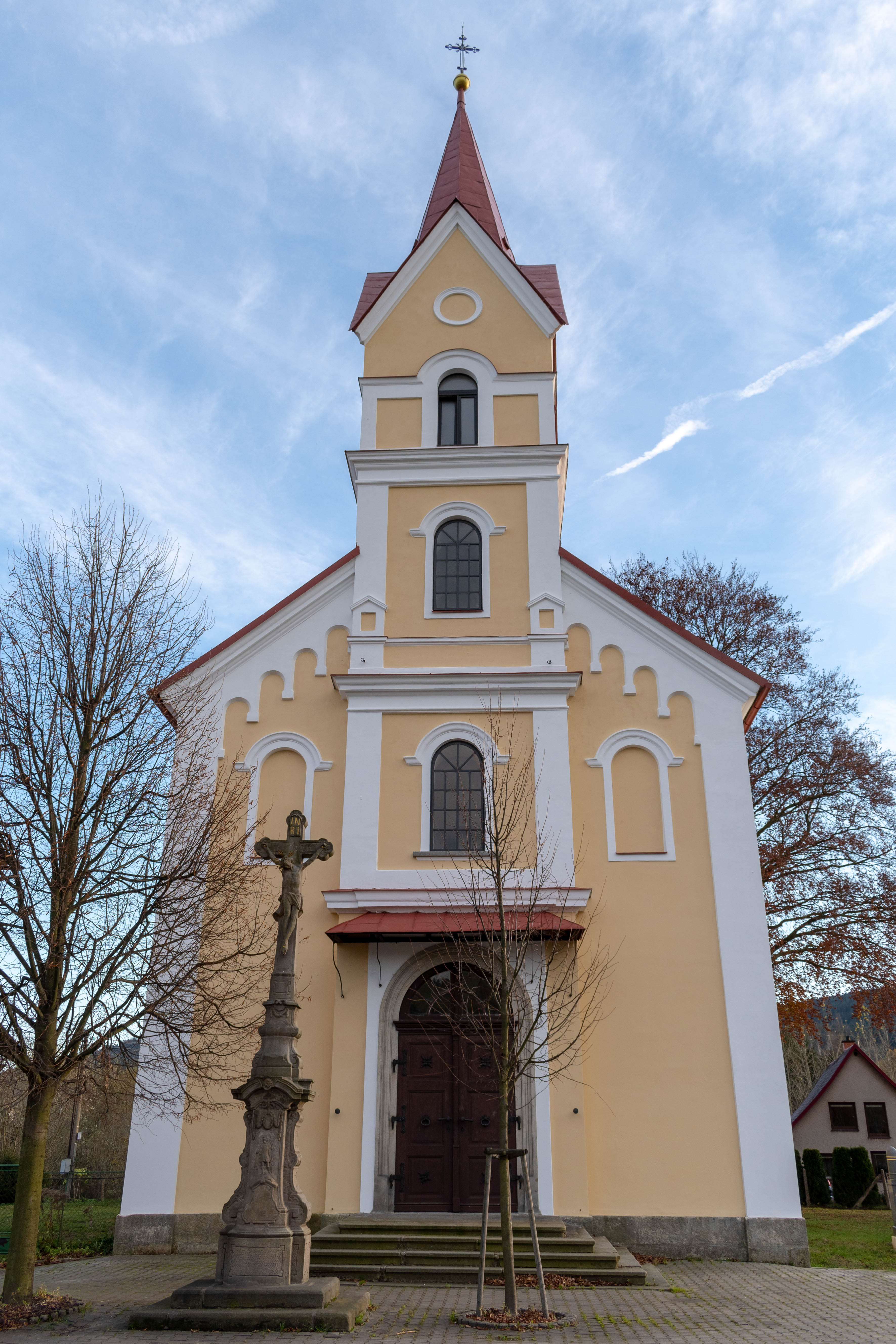
Kostel svatého Josefa
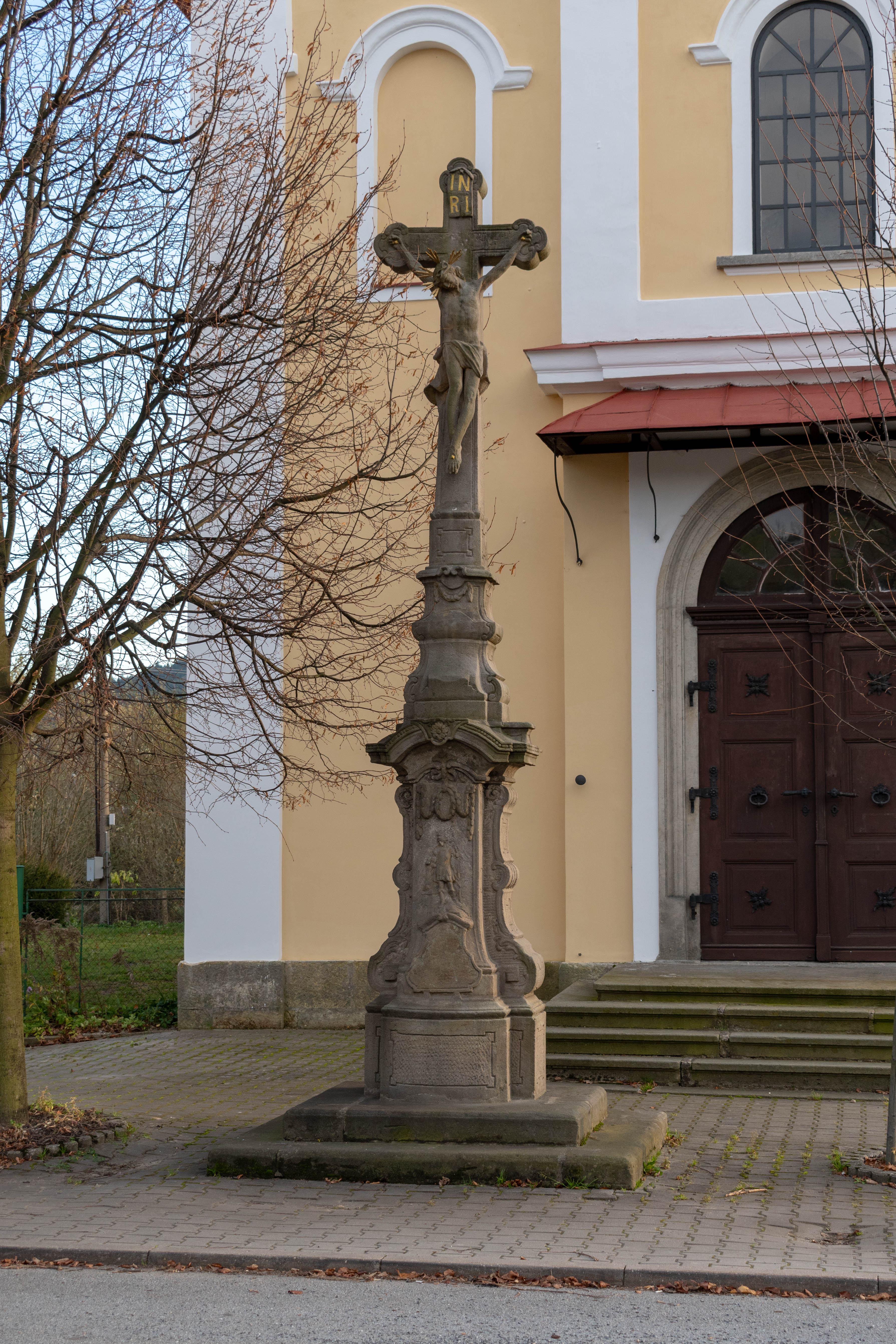
Kříž před kostelem
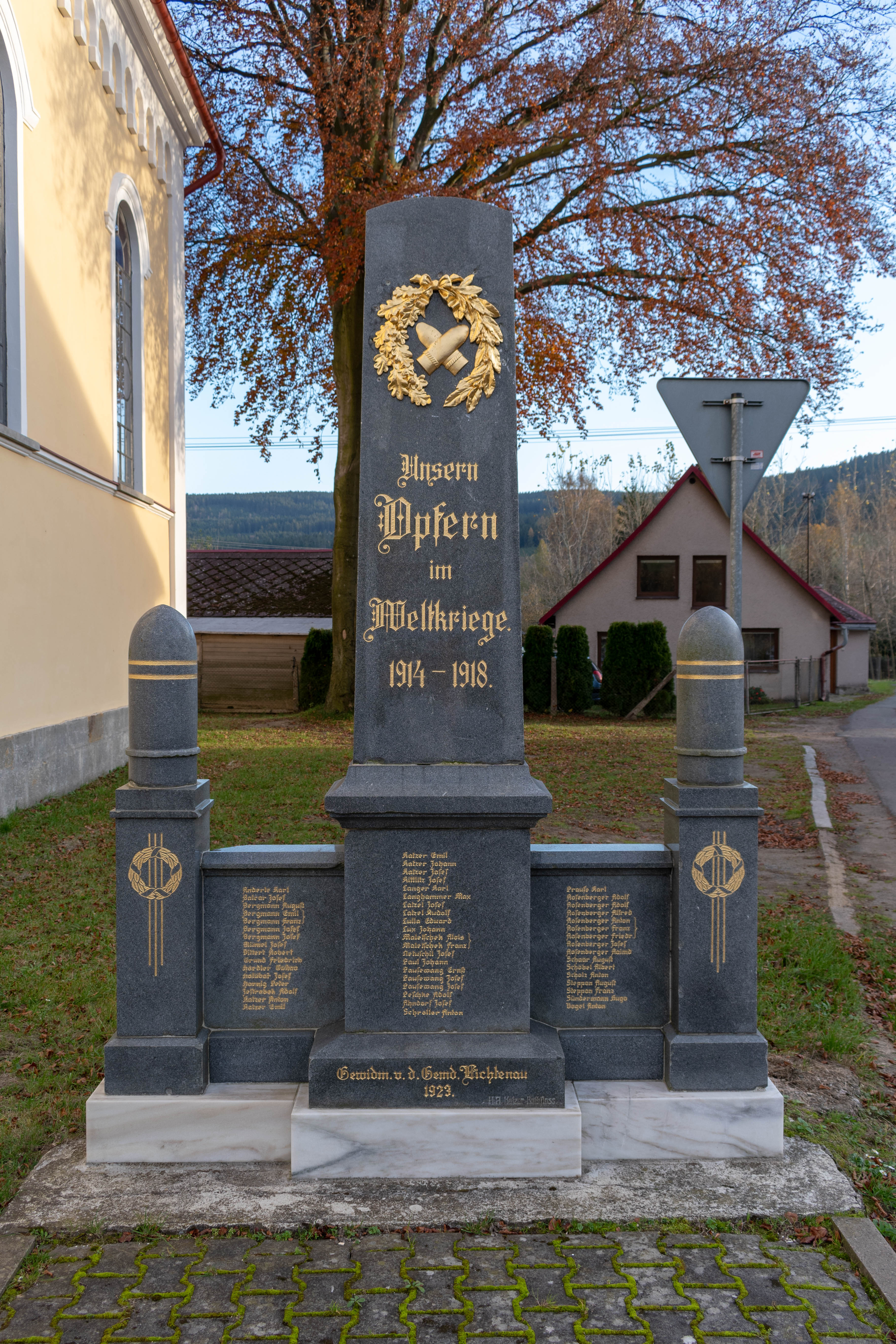
Pomník obětem I. světové války u kostela
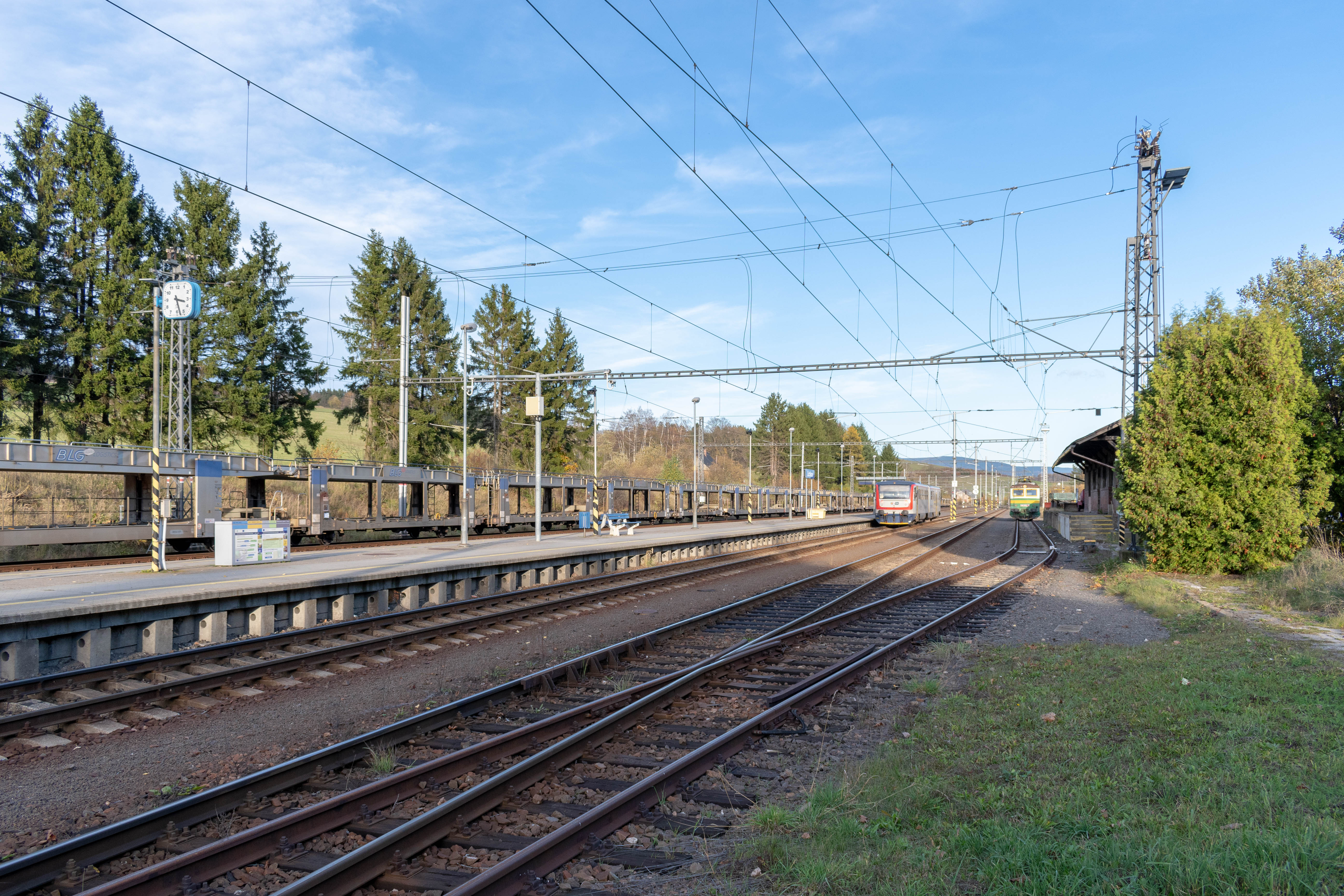
Železniční stanice Lichkov